# Perspectiva trimétrica
Na perspectiva trimétrica três ângulos do triedro de referência projetam-se em ângulos desiguais no quadro, desse modo, os três eixos devem ser submetidos a coeficientes de redução diferentes. A projeção trimétrica é uma das modalidades usadas pelo desenho técnico na representação de modelos tridimensionais.

## Comparações

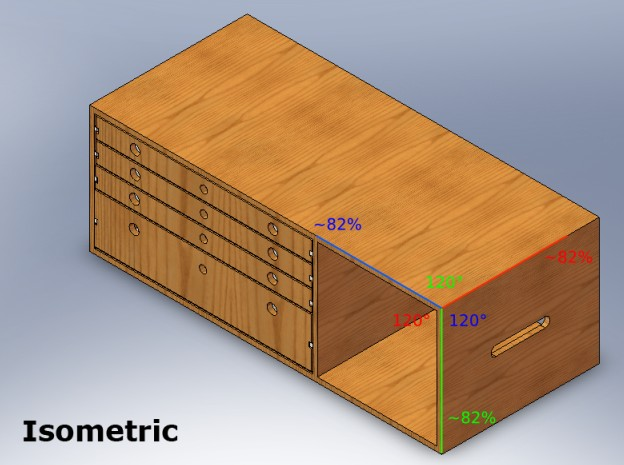
Perspectiva isométrica
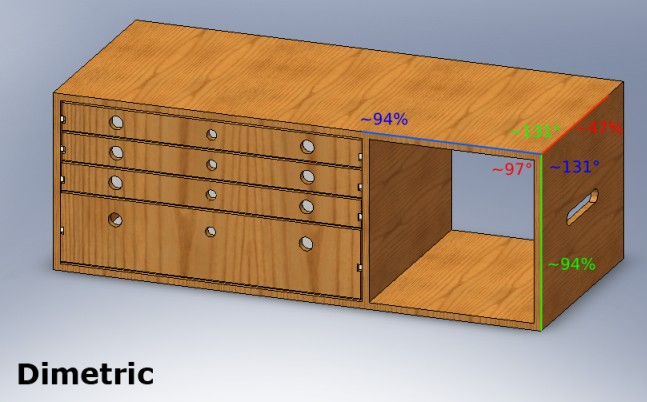
Perspectiva dimétrica
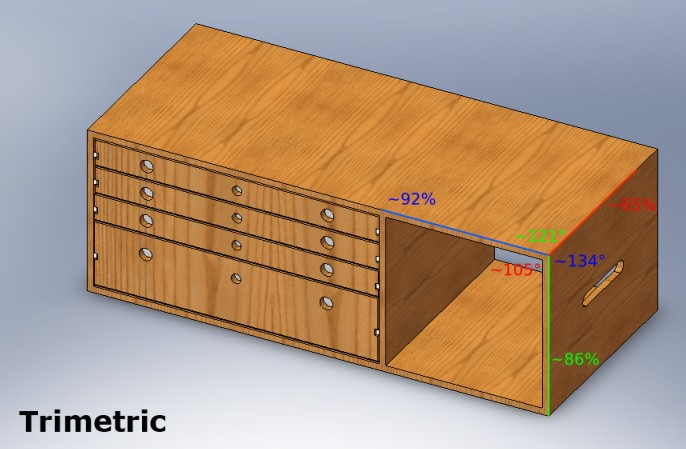
Perspectiva trimétrica